# Тепло (рассказ)
«Тепло» — рассказ классика фантастического жанра Роберта Шекли. Написан автором в 1953 году. Впервые опубликован в 1953 году в журнале «Galaxy». Рассказ был переработан в 1984 году и номинировался  на премию «Locus» в 1985. В переводе на русский язык известен также под названиями «Холодно-горячо» и «Теплее»

## Сюжет
С недавнего времени Андерс стал замечать, что некий Голос личности взывает к нему о помощи, так как эта личность не знает, где она, и что ей делать. Немудрено, что Андерс стал сомневаться в собственном психическом самочувствии. Вроде все должно быть хорошо, но мир начинает рушиться на твоих глазах. И что прикажете делать в таком случае? Вопросы остаются...